# Eddie Lewis
Edward James (Eddie) Lewis, född 17 maj 1974, är en före detta fotbollsspelare från USA.
Eddie Lewis spelade som mittfältare och var en mångfaldig landslagsspelare för USA. Han har spelat 82 A-landskamper och funnits med i VM 2002 samt VM 2006 för USA:s räkning. På klubbnivå har han nästan enbart spelat för engelska klubbar och representerade säsongen 2007/2008 Derby i Premier League.